# Loma de San Francisco
Loma de San Francisco är en ort i Mexiko.   Den ligger i kommunen Zinacantepec och delstaten Mexiko, i den sydöstra delen av landet, 70 km väster om huvudstaden Mexico City. Loma de San Francisco ligger 2 927 meter över havet och antalet invånare är 1 252.
Terrängen runt Loma de San Francisco är kuperad åt sydväst, men åt nordost är den platt. Runt Loma de San Francisco är det tätbefolkat, med 493 invånare per kvadratkilometer. Närmaste större samhälle är Toluca, 16,3 km öster om Loma de San Francisco. Trakten runt Loma de San Francisco består till största delen av jordbruksmark.